# Liste des maires de Saint-Claude (Jura)
Cet article dresse une liste par ordre de mandat des maires de Saint-Claude.

## Liste des maires
| Période                                  | Période   | Identité                          | Étiquette           | Qualité |
| ---------------------------------------- | --------- | --------------------------------- | ------------------- | --- |
| Les données manquantes sont à compléter. |           |                                   |                     | |
| 1791                                     | 1792      | Charles Joseph Dolard             |                     | Avocat |
| 1792                                     | 1793      | Jean Etienne Joseph Baud          |                     | |
| 1795                                     | 1795      | Claude Antoine Bavoux             |                     | Avocat |
| 1795                                     | 1799      | Charles-Gabriel-Frédéric Christin | Thermidorien        | Avocat |
| 1799                                     | 1800      | Basile Brasier                    | Bonapartiste        | Négociant |
| 1800                                     | 1807      | Louis François Joseph Cattand     | Bonapartiste        | Avocat |
| 1807                                     | 1814      | Jean Baptiste Joseph Crestin      | Bonapartiste        | Avocat |
| 1814                                     | 1815      | Pierre Honoré Colomb              |                     | Avoué |
| 1815                                     | 1816      | Louis Victor Camille Christin     |                     | Receveur de l'enregistrement |
| 1816                                     | 1819      | Antoine Alexis Xavier Dumoulin    |                     | Négociant |
| 1819                                     | 1823      | Hermann Thérèse Joseph Cattand    |                     | Avocat |
| 1823                                     | 1830      | Antoine Alexis Xavier Dumoulin    |                     | Négociant |
| 1830                                     | 1830      | Pierre Honoré Colomb              |                     | Avoué |
| 1830                                     | 1833      | Hermann Thérèse Joseph Cattand    |                     | Avocat |
| 1833                                     | 1836      | Emmanuel Colin                    |                     | Avocat et juge |
| 1836                                     | 1837      | Pierre François Maurice Jacquet   |                     | Notaire |
| 1837                                     | 1842      | Claude Marie Dalloz               | Républicain         | Architecte |
| 1842                                     | 1843      | Pierre François Maurice Jacquet   |                     | Notaire |
| 1843                                     | 1860      | Claude Denis Favier               | Bonapartiste        | Avoué |
| 1860                                     | 1870      | Honoré Lecureux                   | Bonapartiste        | Notaire |
| 1870                                     | 1884      | Eugène Reydellet                  | Modéré              | Avocat |
| 1884                                     | 1888      | Jean Louis Reybert                | Radical             | Chirurgien |
| 1888                                     | 1891      | Eugène Reydellet                  | Progressiste        | Avocat |
| 1891                                     | 1892      | Honoré Gustave Regad              | Radical             | Négociant |
| 1892                                     | 1893      | Jean-Baptiste Vuillod             | Radical             | Négociant |
| 1893                                     | 1896      | Honoré Gustave Regad              | Radical             | Négociant |
| 1896                                     | 1897      | Henri Germain Genoud              | SE                  | Industriel |
| 1897                                     | 1906      | Jean-Baptiste Vuillod             | PRRRS               | Négociant |
| 1906                                     | 1912      | Charles Ferdinand Lançon          | SE                  | Pipier |
| 1912                                     | 1919      | Charles Auguste Romanet           | PRRRS               | Négociant et entrepreneur |
| 1919                                     | 1928      | Henri Ponard                      | SFIO                | |
| 1928                                     | 1944      | Claude Jules Mermet               | SFIO                | Diamantaire et libraire |
| 1944                                     | 1945      | Claude Jules Mermet               | SFIO                | Diamantaire |
| 1945                                     | mai 1953  | Fernand Michalet                  | SFIO                | Directeur d'école |
| mai 1953                                 | 1985      | Louis Jaillon                     | MRP-CD puis UDF-CDS | Hôtelier Député (1958-1967) |
| 1985                                     | 1989      | Daniel Vuillard                   | UDF                 | Employé de banque |
| 1989                                     | juin 1995 | Pierre Guichard                   | UDF                 | Industriel |
| juin 1995                                | mars 2001 | Francis Lahaut                    | PCF                 | Employé de banque |
| mars 2001                                | mars 2008 | Jean-Louis Millet                 | MPF                 | Professeur d'économie |
| mars 2008                                | mars 2014 | Francis Lahaut                    | PCF                 | Employé de banque |
| mars 2014                                | En cours  | Jean-Louis Millet                 | DVD                 | Professeur d'économie 9e vice-président de la CC Haut-Jura Saint-Claude Conseiller départemental de Saint-Claude (2015-) Candidat aux élections législatives de 2017 |